# Бубр
Бу́бр (пол. Bóbr) — річка на південному заході Польщі, ліва і найбільша притока Одри. Бубр входить до десятки найдовших річок Польщі.

## Загальні дані
Довжина річки Бубр становить приблизно 272 кілометри, причому два з них лежать на території Чехії, а 270 — Польщі. Площа басейну — 5876 км² (46 з них припадає на частину розміщену в Чехії, а 5830 на частину, розміщену в Польщі).
Річка тече в північно-західному напрямку через долину. Спочатку — з джерел тече на північний схід через села Любавка і Каменна Ґура, що лежать в Кам'яноґурській долині. У Марсівзові повертає на північний захід. За с. Цехановіце повертає на захід і проникає глибоку в долину між Рудних гір (пол. Rudawy Janowickie) та села Яновицька і Кашавськіх гір, які закінчуються в с. Яновіце Великі.

## Міста та селища на річці Бубр
- Любавка
- Каменна Гура
- Єленя-Ґура
- Влень
- Львувек-Шльонський
- Болеславець
- Шпротава
- Маломіце
- Жаґань
- Новоґруд-Бобжанський
- Кросно-Оджанське

## Притоки Бубра
Річка Бубр є найбільшою притокою Одри. Але ж і сама має чимало приток — найбільша з них Квіса.

### Праві притоки

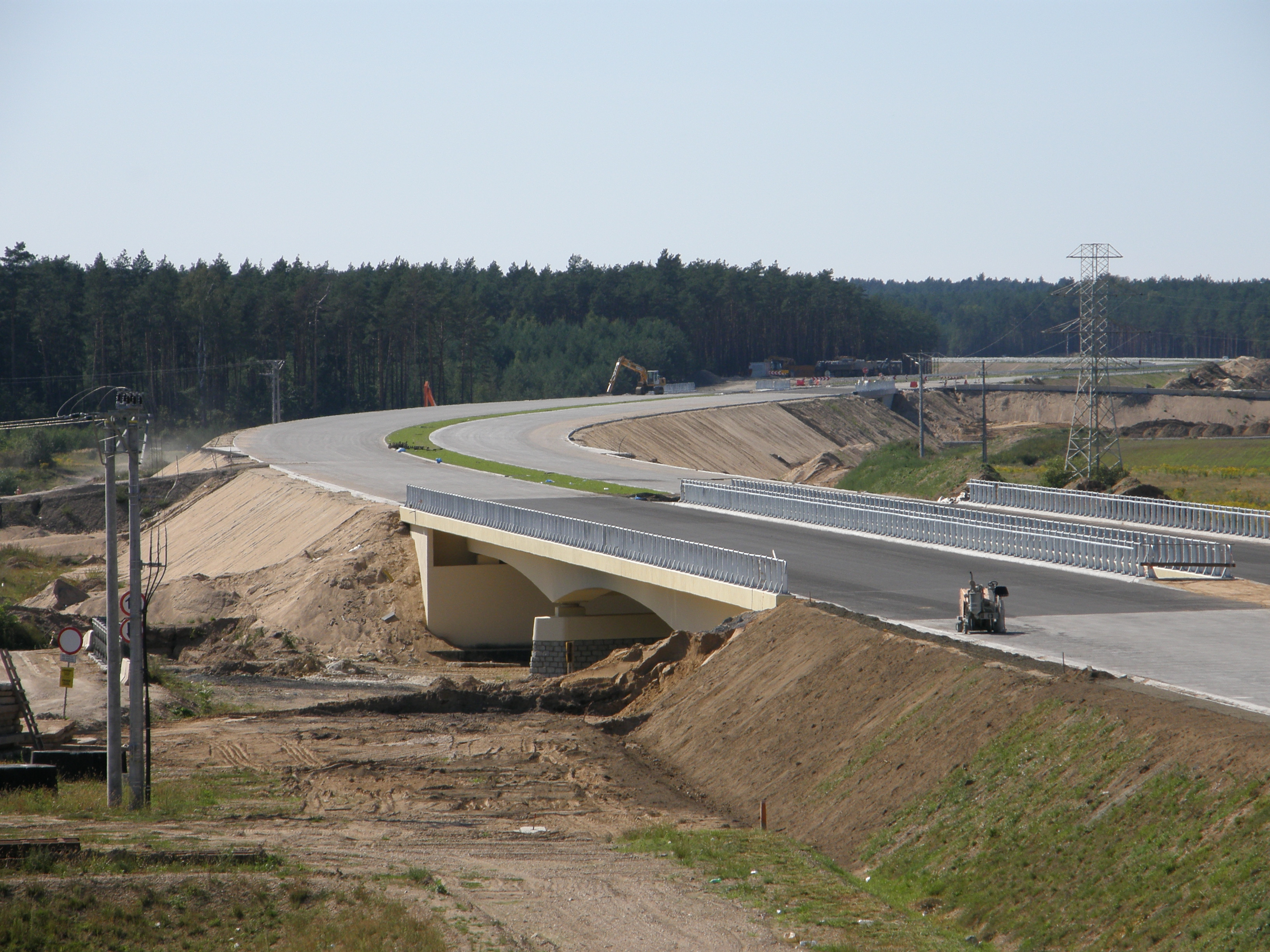
Будівництво автостради А4 біля Болеславця. Міст через Бубр

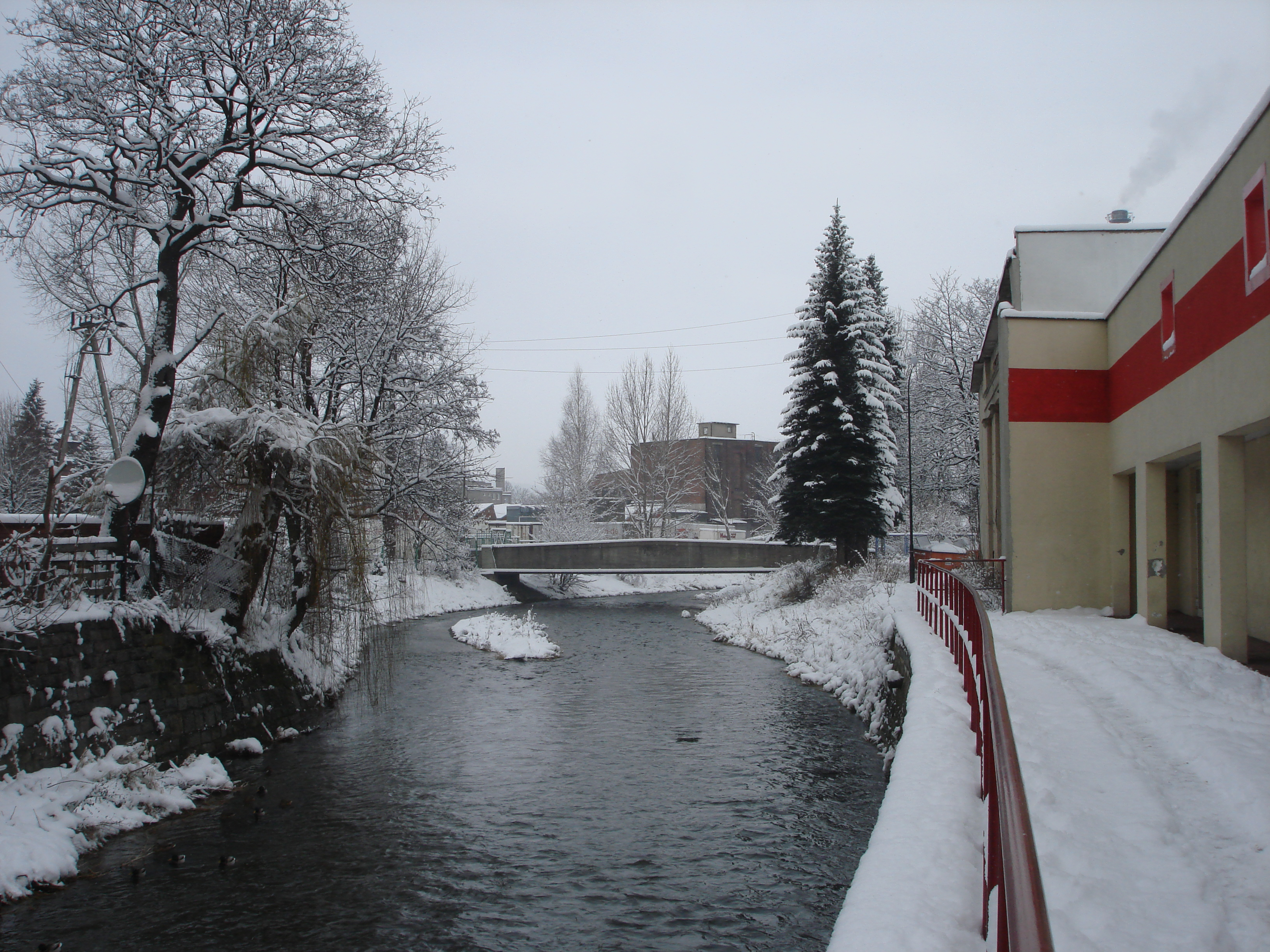
Бубр у місті Каменна Гура

| № | Назва озера | Довжина | Фото |
| 1 | Шпротава    | 57,5 км |      |
| 2 | Задрна      | 16 км   |      |
| 3 | Бобриця     | 20 км   |      |
| 4 | Криковка    | 10,5 км |      |
| - | ----------- | ------- | ---- |

### Ліві
| № | Назва озера | Довжина  | Фото |
| - | ----------- | -------- | ---- |
| 1 | Квіса       | 126,8 км |      |
| 2 | Яновська    | 5,5 км   |      |
| 3 | Ломниця     | 20 км    |      |
| 4 | Камєнна     | 33 км    |      |

## Історія
Під час Другої світової війни на р. Бубр, в місті Пстронже (польська назва Свентошув, пізніше — Страхув) розташовувався центр розробки та випробування протитанкової зброї Німеччини. У післявоєнний час там дислокувався 255 гвардійський механізований полк 20 танкової дивізії.
У 1945 році в районі міста Жагань велися бої за форсування р. Бубр. 13 лютого 1945 за запобігання спроби переправи через Бубр великих сил гітлерівців гвардії старшина Михайло Олександрович Мазурін 72-го окремого гвардійського важкого танкового Львівського полку був нагороджений Героєм Радянського Союзу.

## Диховська ГЕС
На р. Бубр, її лівій притоці Квісі і на Лужицькій Нисі розташований найбільший в Польщі комплекс гідроелектростанцій — Диховский каскад ГЕС (пол. Zespół Elektrowni Wodnych Dychów). Спроектований інститутом «Ленгидропроект»", Диховский каскад є комплексом з 17 ГЕС (9 з них знаходяться на Бубрі), сумарною потужністю 79,5 МВт
На річці розташована Дихівська ГЕС-ГАЕС.